# Erniedrigte und Beleidigte
Erniedrigte und Beleidigte (Originaltitel: rus.: Униженные и оскорблённые, Unischennyje i oskorbljonnyje) war der erste Roman, den der russische Schriftsteller Fjodor Michailowitsch Dostojewski nach seiner achtjährigen Verbannung nach Sibirien 1861 in der Sankt Petersburger Monatsschrift Wremja veröffentlichte. Der Roman handelt von den vergeblichen Liebesbeziehungen in einer gesellschaftlichen Hierarchie, die von differenzierten sozialen Interessen bestimmt ist.
Die Großstadtmisere von Sankt Petersburg ist Schauplatz der Handlung. Der Roman schildert die fiktive Geschichte des Schriftstellers Iwan Petrowitsch, der mit seinem Debüt großen Erfolg hatte, nun aber, vom Leben enttäuscht, erniedrigt und beleidigt, im Krankenhaus die Liebeserfahrungen seines letzten Lebensjahres erzählt, gelegentlich banal und ganz und gar sentimental, dennoch stilistisch exzellent.

## Handlung
An einem kalten Petersburger Wintertag beobachtet Iwan Petrowitsch, genannt Wanja, ein junger Autor auf der Suche nach einer bezahlbaren Wohnung, einen heruntergekommenen alten Herren, der mit seinem ebenso elendigen Hund eine Konditorei aufsucht. Er folgt den beiden und ist, nach einer kurzen Episode im Innern der Konditorei, allein mit dem Alten, als dieser verstirbt und ihm seine letzten Worte anvertraut – eine Petersburger Adresse.  
Wanja beschließt, die freigewordene Stube des alten Mannes zu beziehen. 
Iwan Petrowitsch wuchs als Adoptivsohn der Ichmenews glücklich neben ihrer Tochter Natascha auf, in die er sich als junger Erwachsener selbstlos verliebt. Der Familienvater der Ichmenews – welcher zunächst Gutsverwalter des scheinbar großzügigen und edlen Fürsten Pjotr Alexandrowitsch Walkowski war und kurzzeitig sogar das fürstliche Kind, den naiven, aber immer ehrlich bewegten Aljoscha zur ländlichen Erziehung bei sich aufgenommen hatte – wird bald in einen umfangreichen Rechtsstreit mit dem Fürsten, den dieser aus gekränkter Eitelkeit und ohne echten Grund anstrengt, verwickelt. Die Ichmenews ziehen nach Petersburg. 
Der Fürst, ein skrupelloser, rachsüchtiger und hinterlistiger Aristokrat, trachtet danach, die Existenz seines Gutsverwalters zu ruinieren und die Familie Ichmenew mittels des von ihm angestrengten Rechtsstreits zu vernichten.
Der Fürst verfolgt energisch das Ziel, seinen Erben Aljoscha mit Katerina Fjodorowna (genannt Katja), der ersten Tochter einer reichen Petersburger Familie zu verheiraten, um das Fortkommen der Walkowskis in den Petersburger Adelskreisen durch das reiche Vermögen der Braut zu garantieren. 
Natascha Ichmenewka und Aljoscha haben sich zwischenzeitlich allerdings unendlich ineinander verliebt und bewohnen zusammen eine eigene Wohnung. Natascha, die ihre Eltern verließ, wird vom Vater verstoßen. Die Eheleute Ichmenew leiden sehr unter dem Verlassensein durch ihre liebestolle Tochter. 
Wanja, der seine Liebe für Natascha in einer gänzlich aufopfernden Weise empfindet, steht ihr als treuer Freund ungeachtet ihrer Liebe zu Aljoscha zur Seite und vermittelt voller Fingerspitzengefühl zwischen der Ausreißerin und den zurückgelassenen, gekränkten Eltern. 
Auch in den komplizierten Liebesdingen mit dem verschwenderischen und willensschwachen Aljoscha vermittelt er ohne ein Wort der Eifersucht. 
Der Fürst sieht seine Heiratspläne für Aljoscha gefährdet, heuchelt aber zunächst Bewunderung für Natascha und gibt der Verlobung seinen Segen.
Hinterhältig macht er sich aber Aljoschas schwachen und beeinflussbaren Charakter zu Nutze, indem er ihn so oft wie möglich mit der ebenso kindlichen und reinen Katja zusammenbringt. So soll Aljoscha seine Liebe zu Natascha nach und nach vergessen.
Natascha durchblickt das Spiel des Fürsten und leidet furchtbar darunter, dass Aljoscha unfähig ist, die Manipulation ebenfalls zu durchschauen. Für ihn ist Katja eine seelenverwandte Freundin, die die Verlobung mit Natascha nie bedrohen könnte. Nach und nach verlässt er Natascha stunden-, dann tagelang, um bei Katja zu sein.
Wanja sucht Natascha allabendlich auf und durchleidet ihre Schmerzen in wahrer Liebe zu ihr.
Die dreizehnjährige Vollwaise Helene – die Enkelin des uralten und kranken Mannes, der zu Anfang des Romans vor den Augen Wanjas verstirbt – kommt eines Abends in die Wohnung ihres Großvaters. Wanja rettet das vollkommen verschüchterte und fehlgelenkte Wesen aus seiner Zwangslage, der Kinderprostitution und umsorgt es in schwerer Krankheit.
Nach und nach öffnet Helene sich und gestattet ihm, sie Nelly zu nennen.
Der Fürst lässt, als er erkennt, dass er Aljoscha erfolgreich manipuliert hat, seine Maske gegenüber Wanja fallen und 
gibt ihm in allem Sadismus seine Falschheit, seine verkommene Sicht auf das Leben und die Menschen offenbar. Natascha, die Aljoscha ungebrochen liebt, sieht ein, dass die Heirat mit Katja das beste für ihn ist und nimmt sich und ihre Gefühle zurück, ja, erleichtert ihm die Lage noch, indem sie ihm Vereinbarkeitsillusionen schafft.
Wie sich herausstellt, ist der Fürst überdies Nellys Vater. Er hatte sich bei einem reichen Mann – Nellys Großvater, der unter ärmlichen Bedingungen verstarb – eine große Geldsumme geliehen und seine Tochter – Nellys Mutter – kaltblütig ausgenutzt, um den Schuldschein zu vernichten. Anschließend ließ er sie fallen.
Nellys Mutter lebte, von ihrem Vater verschmäht und verachtet, ein armes und krankes Leben auf den Petersburger Straßen, auf denen sie Nelly betteln schicken musste, um zu leben. Selbst auf dem Totenbett verweigert der Alte ihr die Vergebung, und als er sich endlich entschließt, ist es zu spät.
Nachdem Nelly ihre tragische Geschichte dem gegenüber Natascha unversöhnlichen Ichmenew erzählt, verzeiht er Natascha und schließt sie wieder in sein Herz. 
Nelly stirbt bald darauf todkrank an „Nervenfieber“. 
Natascha und ihre Eltern ziehen wieder zurück aufs Land und schließlich nehmen Wanja und Natascha für immer Abschied voneinander – Nataschas Blick sagt: „Wie glücklich hätten wir sein können.“

## Bühnenadaptionen
- Frank Castorf, Erniedrigte und Beleidigte, Premiere bei den Wiener Festwochen am 28. Mai 2001, Berliner Premiere am 12. Oktober 2001
- Sebastian Hartmann, Erniedrigte und Beleidigte, Staatsschauspiel Dresden, Premiere am 29. März 2018
- Sascha Hawemann, Erniedrigte und Beleidigte, Volkstheater Wien, Premiere am 15. September 2021; Frank Genser, Uwe Schmieder, Samouil Stoyanov, Wanja; Uwe Schmieder, Nikolai Sergejitsch Ichmenew; Friederike Tiefenbacher, Natascha Nikolajewna, Bubnowa; Andreas Beck, Fürst Pjotr Alexandrowitsch Walkowski; Frank Genser, Aljoscha; Lavinia Nowak, Nelly; Evi Kehrstephan, Katja Fjodorowna[1]

## Zitat
„Und je tugendhafter eine Handlung ist, um so mehr Egoismus steckt dahinter.“

„Diese Erneuerung des Schmerzes und der dadurch erzielte Genuß waren mir verständlich: diesen Genuß bereiten sich viele Erniedrigte und Beleidigte, die vom Schicksal niedergetreten sind und sich der Ungerechtigkeit desselben bewußt sind.“